# Burgstall Veilbronn
Der Burgstall Veilbronn ist eine abgegangene Wasserburg und späteres Wasserschloss Veilbronn auf 340 m ü. NHN unmittelbar westlich des Dorfes Veilbronn, einem Ortsteil des Marktes Heiligenstadt in Oberfranken im Landkreis Bamberg in Bayern.

## Geschichte
Vermutlich wurde die Burg als Wasserburg erbaut und 1304 als „Wulprunne“ erstmals erwähnt.
1483 wurde die Burganlage nach Zerstörung im Zuge der Hussitenkriege zum Schloss neu erbaut und 1525 im Bauernkrieg zerstört. 1560 ist das Schloss von einem Wassergraben und einer Ringmauer umgeben. Im 17. Jahrhundert wird das Schloss mit einem Damm und einem Schlossweiher erwähnt und 1693 als ruinös genannt.
Als Besitzer des Schlosses werden das Hochstift Bamberg, 1594 Dietrich von Streitberg auf Greifenstein genannt und 1809 war es in Privatbesitz.
Von 1824 bis 1836 war im Schloss eine Baumwollspinnerei untergebracht, bis die Anlage 1890 vollständig abgebrochen wurde.
Heute zeugen noch Reste von Futtermauern und Grabenreste von der einstigen Burg- und Schlossanlage. Eine rechteckige Buschreihe lässt noch die ehemaligen Wehrmauern erkennen. Die Burgstelle ist als Baudenkmal D-4-71-142-51 „Burgstall, ehemaliges Wasserschloss Veilbronn, Reste der Futtermauer und des Grabens, Mitte 16. Jahrhundert“ sowie als Bodendenkmal D-4-6133-0024 „Spätmittelalterlicher Burgstall“ vom Bayerischen Landesamt für Denkmalpflege erfasst.